# Attila, der Hunnenkönig
Attila, der Hunnenkönig ist ein US-amerikanischer Historienfilm aus dem Jahr 1954 von Douglas Sirk mit Jack Palance in der Titelrolle sowie Jeff Chandler und Ludmilla Tchérina in weiteren Hauptrollen. Der Film wurde von Universal-International Pictures produziert.

## Handlung
Im 5. Jahrhundert ist das Römische Reich in zwei Teile gespalten. Das Westreich wird von Rom aus von Kaiser Valentinian III. regiert, das Ostreich von Kaiser Theodosius II. von Konstantinopel aus. Beide Reiche leiden unter den ständigen Angriffen der barbarischen Hunnen.
Der Anführer der Hunnen, Attila, kann den Gardisten Markian abfangen, der eine Nachricht von Valentinian an Theodosius überbringen soll, in der vor Attila gewarnt wird. Beeindruckt von Markians Mut und Ehrenhaftigkeit lässt Atilla dessen Wunden versorgen. Er hofft, durch Markian mehr über die Römer lernen zu können.
Eines Tages wird eine adelige Familie von den Hunnen gefangen genommen. Attila befiehlt den Tod der Familie, nur die Tochter Ildico wird verschont und von Attila zur Frau genommen. Kubra, Attilas wilde Tochter, prahlt mit einem Zuchthengst ihres Vaters. Markian stiehlt das Pferd und flüchtet nach Konstantinopel. Dort lernt er General Paulinus kennen, der ihm erzählt, dass Theodosius zusammen mit den Hunnen das Westreich angreifen will. Dennoch übergibt Markian seine Nachricht, wird aber aus dem Palast geworfen.
Aelia Pulcheria, die Schwester des Kaisers, lädt Markian in ihre Gemächer. Sie vertraut ihm an, dass sie Rom liebe, hier aber eingesperrt sei. Sie macht Markian zum Kommandanten ihrer Wache, um so vor Theodosius geschützt zu sein. Der Kaiser richtet ein Willkommensfest für seine verbündeten barbarischen Mitstreiter aus. Attila kann in Wettkämpfen die stärksten Männer aus Konstantinopel besiegen. Er weist die angebotenen Pelze und Juwelen ab, er will, dass Markian seine Männer im Umgang mit römischen Waffen unterweist.
Aelia Pulcheria versucht, Markian aus Attilas Diensten zu befreien, wird jedoch von Attila abgewiesen. Theodosius akzeptiert Tributzahlungen an Attila, damit dieser nicht ihn angreift. Kubra ist nach einem Kirchenbesuch von dem Bildnis der Jungfrau Maria so berührt, dass sie den inneren Frieden, den sie spürt, nicht aufgeben will. Sie will die Kirche nicht verlassen, wird aber von Attila gezwungen, mit den Hunnen die Stadt zu verlassen. Attila plant einen sofortigen Angriff auf Rom, zumal seine Wahrsager die Vorzeichen positiv deuten. Als Attila unter einen durch Blitzschlag umstürzenden Baum gerät, beruhigt er seine Krieger. Dies sei ein gutes Omen.
Die Hunnen erreichen Rom. Markian bekommt keinerlei Hilfe zur Unterstützung Valentinians. Er will aus dem Palast fliehen, wird aber, als er sich von Aelia Pulcheria verabschiedet, gefangen genommen. Er wird von Paulinus befreit, während zur gleichen Zeit Attilas Wahrsager Persian eine Vision von Markian als oströmischen Kaiser hat. In Aelia Pulcherias Gemächern planen Markian, Paulinus und die Prinzessin, die Truppen gegen Theodosius aufzubringen und Aelia Pulcheria als Regentin zu installieren. Theodosius sieht sich gezwungen abzudanken. Die neue Regentin macht Markian zu ihrem Oberbefehlshaber.
Persian wird von Visionen geplagt, in denen Attilas Tod gefordert wird. Attila erinnert sich an ein Bild aus seiner Kindheit, auf dem er unter einem Kreuz stirbt. Dennoch macht er mit seinen Angriffsplänen weiter. Markian erreicht unterdessen Rom. Kaiser Valentinian verlässt die Stadt, Markian erhält zum Schutz der Stadt zwei Bataillone. In der Nacht gibt Attila den Befehl zum Angriff. Doch das Eintreffen des Papstes Leo des Großen stoppt ihn. Leo nennt Rom den Tempel Gottes und sieht Attilas Untergang vor, von dem Blitzschlag untermauert. Attila wird klar, dass Kubra dem Papst von dem Vorfall erzählt hat. Für ihren Verrat an ihm tötet er sie. In der Nacht hat er eine Vision von Märtyrern, die sich gegen ihn erheben. Verängstigt befiehlt er den Hunnen den Rückzug.
Markian führt einen Überraschungsangriff auf die Hunnen durch, die besiegt werden. Zwischen Markian und Attila kommt es zu einem Zweikampf, doch es ist die rachsüchtige Ildico, die Attila tötet. In seinen letzten Momenten sieht Attila Markians und sein eigenes Schwert, die ein Kreuz bilden und somit das Bild aus seiner Kindheit wahr werden lassen.
Aelia Pulcheria fügt die geteilten Reiche zusammen und macht Markian, zur Freude der Bevölkerung, zum Kaiser.

## Produktion
Gedreht wurde der Film vom 19. Dezember 1953 bis Mitte Januar 1954 in den Universal-Studios in Universal City.

## Stab und Besetzung
Alexander Golitzen und Emrich Nicholson waren die Filmarchitekten, Russell A. Gausman und Oliver Emert die Szenenbildner.  Bill Thomas war für die Kostüme verantwortlich, Leslie I. Carey und Corson Jowett für den Ton, Bud Westmore für das Make-up.
In kleinen nicht im Abspann erwähnten Nebenrollen traten Sidney Clute, Edward Earle, John Frederick, Frank Gifford, Bernie Gozier, Sim Iness, Charles Wagenheim und Harry Wilson auf.
Allison Hayes gab hier ihr Spielfilmdebüt. Für Moroni Olsen war es die letzte Rolle, er verstarb einen Monat vor der Uraufführung.

## Synchronisation
| Rolle            | Schauspieler      | Deutscher Synchronsprecher |
| ---------------- | ----------------- | -------------------------- |
| Makian           | Jeff Chandler     | Curt Ackermann             |
| Attila           | Jack Palance      | Friedrich Joloff           |
| Aelia Pulcheria  | Ludmilla Tchérina | Tilly Lauenstein           |
| Kubra            | Rita Gam          | Marion Degler              |
| Gen. Paulinus    | Jeff Morrow       | Ernst Wilhelm Borchert     |
| Theodosius II.   | George Dolenz     | Siegfried Schürenberg      |
| Astrologe        | Eduard Franz      | Alfred Balthoff            |
| Crysaphius       | Alexander Scourby | Klaus Miedel               |
| Gundahar         | Howard Petrie     | Eduard Wandrey             |
| Leo der Große    | Moroni Olsen      | Walter Werner              |
| Valentinian III. | Walter Coy        | Erich Fiedler              |
| Chamelius        | Fred Nurney       | Paul Wagner                |

Die Einleitung sprach in der Originalfassung Rex Reason, in der deutschen Synchronfassung Siegmar Schneider.

## Veröffentlichung
Die Premiere des Films fand am 23. Dezember 1954 in Los Angeles statt. In der Bundesrepublik Deutschland kam er am 22. Februar 1955 in die Kinos, in Österreich am 8. April 1955.

## Kritiken
Das Lexikon des internationalen Films schrieb: „Monumentalfilm mit üppigen Augen- und Gefühlsreizen: ein Produkt von entwaffnender Naivität.“
Die Filmzeitschrift Cinema lobte den Film: „Palance spielt den gefürchteten Krieger mit Verve und stets menschlich. Sirk, König des Melodrams, drehte das solide Epos im damals neuen Breitwandverfahren CinemaScope. Fazit: Monumentalfilm mit fulminantem Helden.“